# 高雄市立圖書館旗津分館
高雄市立圖書館旗津分館位於高雄市旗津區中洲三路，總坪數有240坪（793.392平方公呎），旗津分館鄰近旗津輪渡站，以海洋生物為其館藏特色。

## 外部連結
- 高雄市立圖書館旗津分館基本資料介紹 （页面存档备份，存于）